# Chlenias cyclosticha
Chlenias cyclosticha är en fjärilsart som beskrevs av Oswald Beltram Lower 1915. Chlenias cyclosticha ingår i släktet Chlenias och familjen mätare. Inga underarter finns listade i Catalogue of Life.